# 미요시노촌
미요시노촌(三芳野村)은 사이타마현 이루마군에 존재했던 촌이다. 

## 지리
- 현재 사카도시의 남동부에 위치하며 촌의 동쪽 경계를 오시베강이, 마을의 남쪽에는 오타니강이 흐른다. 동부의 오시베강변 저지대에는 논밭이 펼쳐져 있다.
- 현재는 곤야와 스미소다카 사이의 오타니 강변에 히가시사카도 단지가 조성되어 있다.
- 기와 제조가 활발했던 곳이기도 하다

## 역사
- 1889년 4월 1일 - 정촌제 시행에 의해 이루마군 미요시노촌이 성립하였다.
- 1954년 7월 1일 - 사카도 정, 잇사이 촌, 오야 촌, 스구로 촌과 합병해 새로운 사카도정이 성립하여, 미요시노촌은 소멸하였다.